# Callitula peethapada
Callitula peethapada är en stekelart som beskrevs av T.C. Narendran och Mohana 2001. Callitula peethapada ingår i släktet Callitula och familjen puppglanssteklar. Inga underarter finns listade.